# آلن براون (بازیکن فوتبال، زاده ۱۹۳۷)
آلن براون (انگلیسی: Alan Brown; ۱۱ دسامبر ۱۹۳۷ – ۱۲ فوریهٔ ۲۰۱۶) بازیکن فوتبال بود.
از باشگاه‌هایی که در آن بازی کرده‌است می‌توان به باشگاه فوتبال اکستر سیتی اشاره کرد.